# Bacamarte
Um bacamarte (do francês braquemart) é uma arma de fogo de cano curto e largo, parecendo uma garrucha alongada, alargada na boca e reforçada na coronha. Embora os seus exemplares mais modernos sejam armas longas.

## História

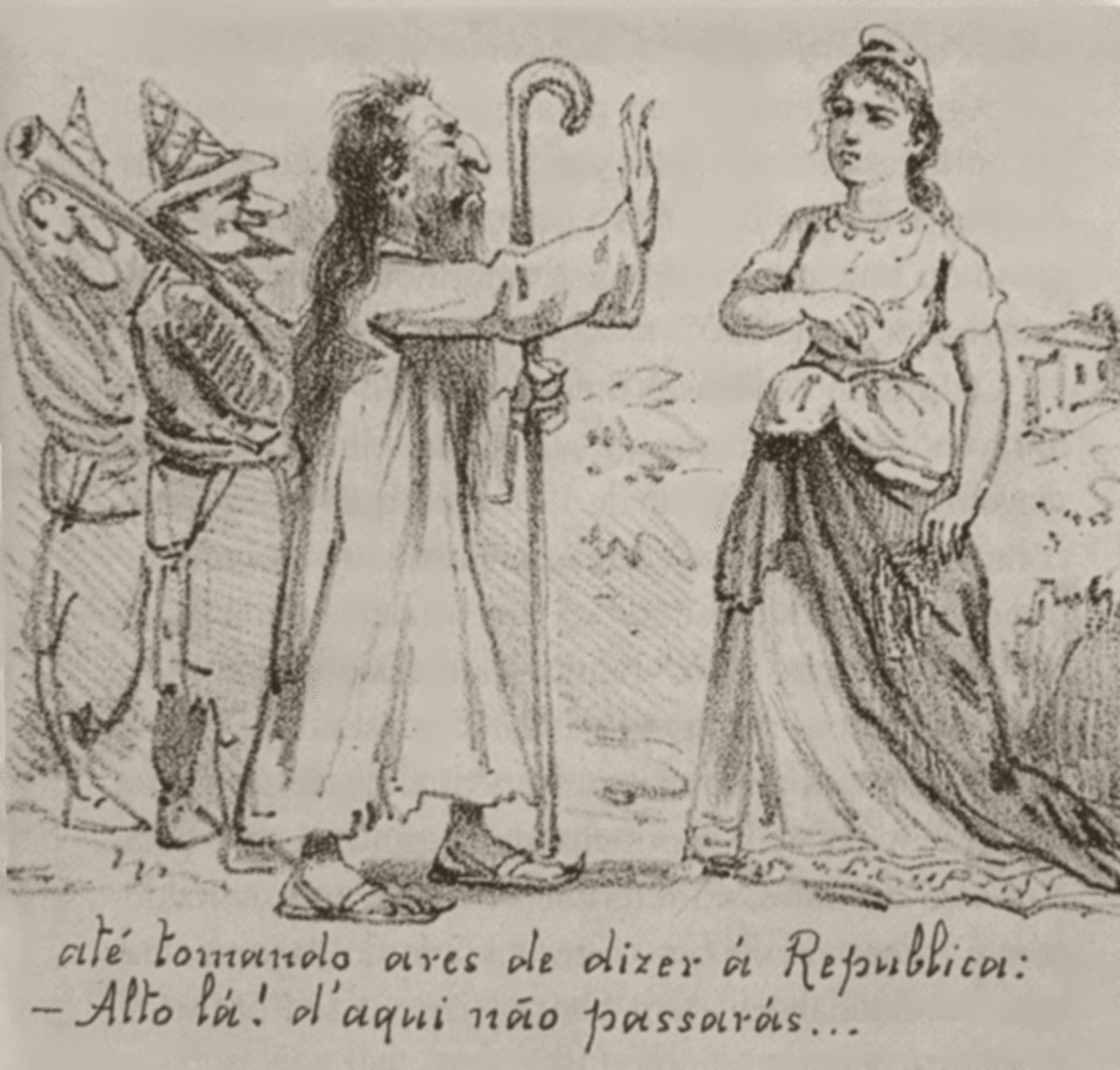
Caricatura na Revista Ilustrada retratando Antônio Conselheiro com um séquito de bufões armados com antigos bacamartes tentando "barrar" a república.

O "bacamarte de amurada" era uma das armas mais especializadas em uso nos séculos XVIII e XIX. Era de grande calibre, pois seu objetivo era espalhar uma carga de chumbo grosso (de 20 a 40 balas de cerca de 10 milímetros de diâmetro) contra massas de tropas. Devido a esta poderosa carga, era uma arma muito pesada, havendo exemplares com 15 quilogramas ou mais de peso. Por causa desse peso, a arma chamava-se "de amurada", pois tinha um espigão central, sobre o qual ela era colocada na amurada de navios, em furos existentes, pois o seu disparo do ombro do atirador era impossível.
Apesar de a lenda popular atribuir a boca alargada do bacamarte à função de espalhar o tiro, isso é incorreto, pois a abertura maior ou menor da boca não fazia diferença na dispersão do fogo. Na verdade, a boca mais larga destinava-se a facilitar o carregamento da arma nas gáveas de um navio, locais problemáticos levando-se em conta o balanço do navio e a tensão do combate.
A maior parte dos exemplares existentes em museus brasileiros são do século XVIII, mas os manuais da Armada Imperial Brasileira ainda determinavam, em 1857, que cada navio, dependendo da classe, fosse equipado com bacamartes, indo de 8 para cada nau até dois nas barcas. Seu uso continuou até a década de 1870, sendo que, posteriormente, foram substituídos pelas metralhadoras na mesma função.
Os bacamartes de amurada, apesar de sua origem e nome, também eram usados em terra, nas fortificações, para a defesa de flanco. Nessas posições, em caso de assaltos contra as muralhas, o seu fogo concentrado era mortal contra os atacantes.

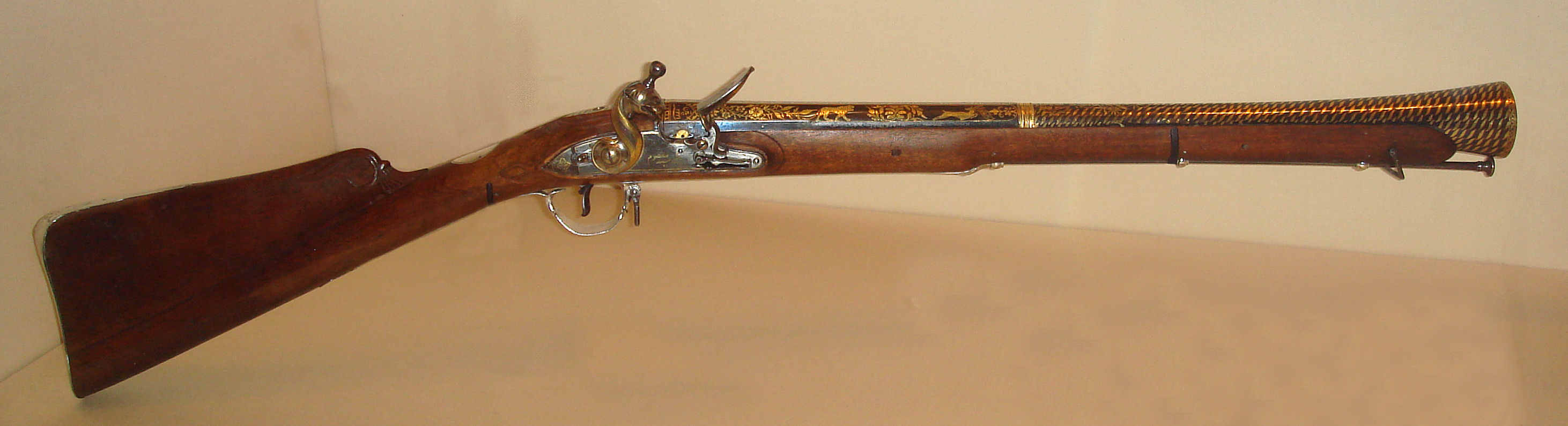
Um bacamarte em ótimo estado de conservação, datando entre 1793/1794.

Da análise dos exemplares existentes em museus, não é possível se estabelecer um tipo padrão, pois o calibre, peso, comprimento e até os detalhes decorativos variam muito.

## Galeria

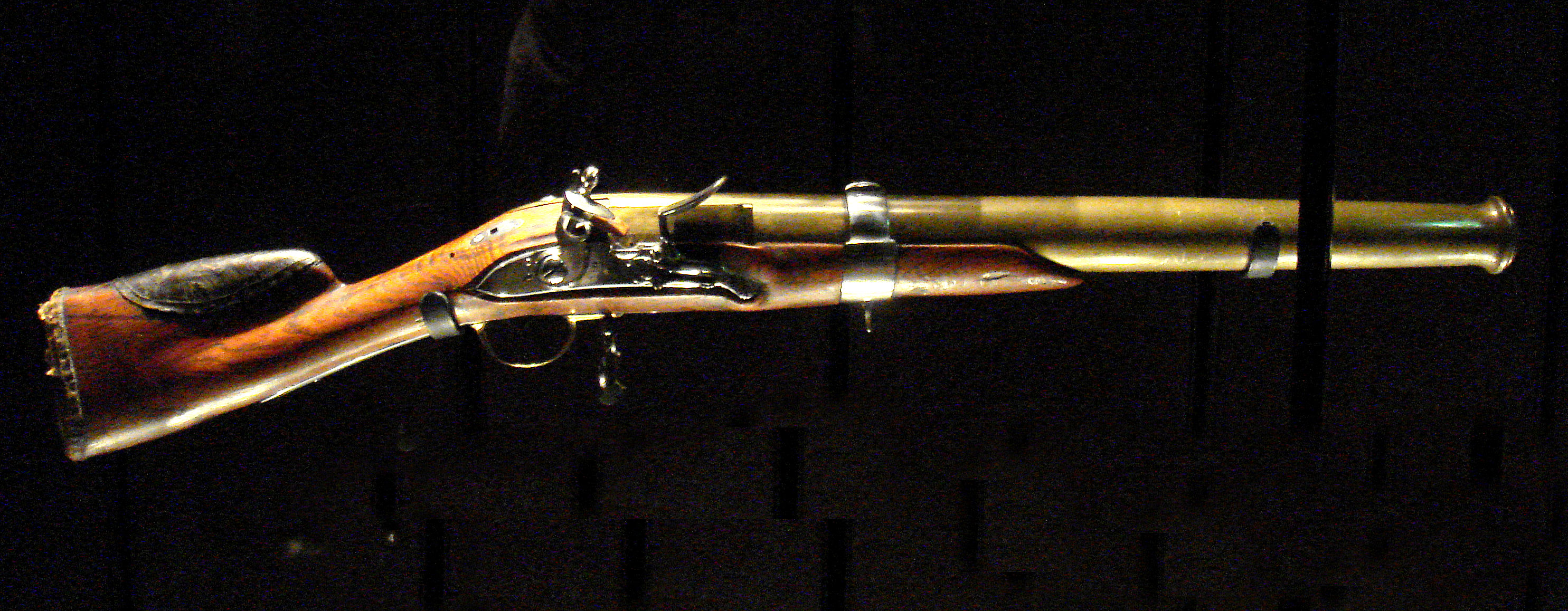
Um bacamarte francês de 1760.
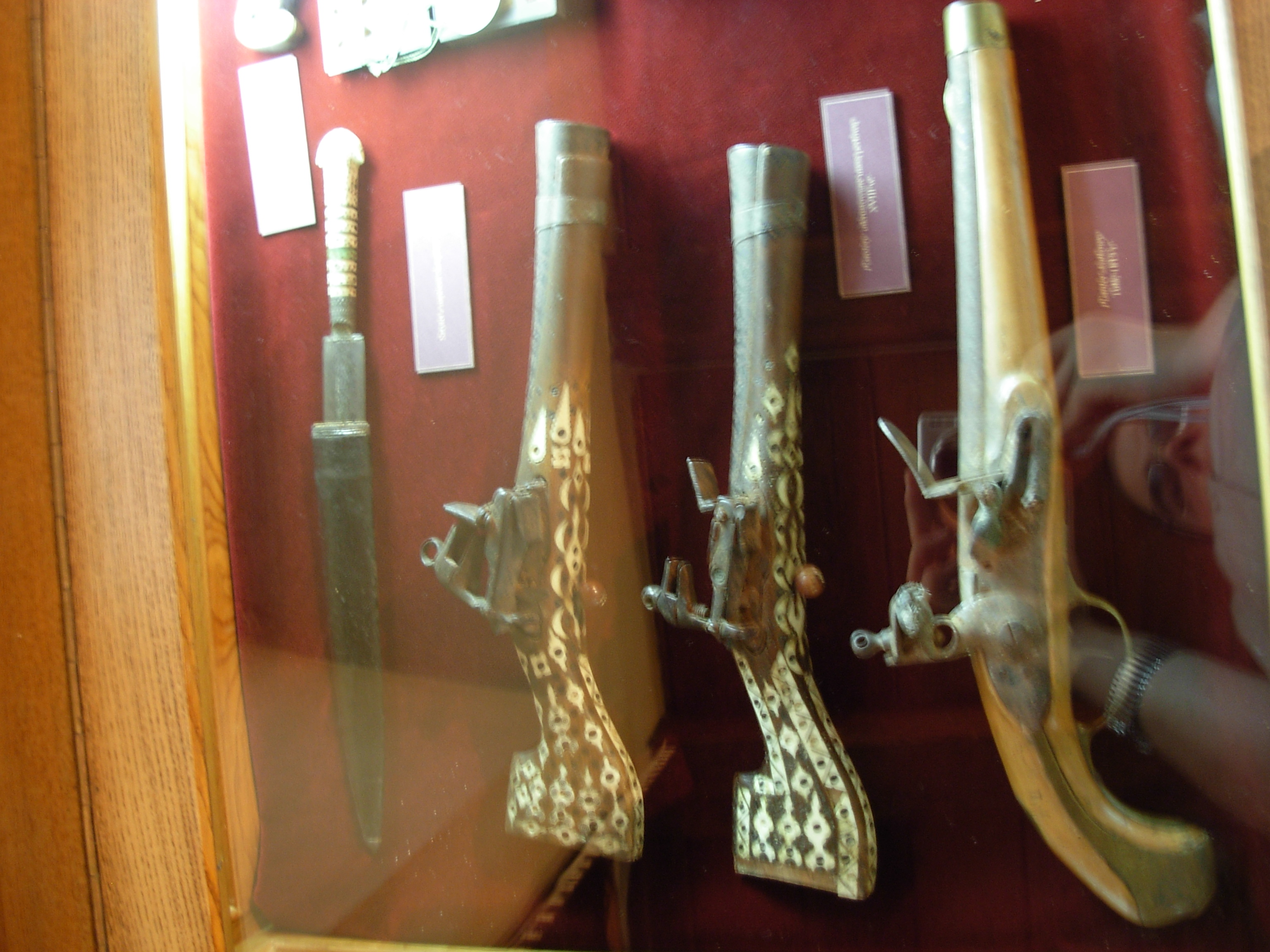
Exemplos de bacamartes em tamanhos e tipos variados na Casa de Jan Długosz, em Sandomierz, na Polônia
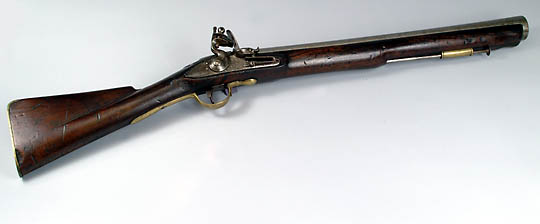
Bacamarte inglês.